# Million Dollar Abie
Million Dollar Abie (v anglickém originále Million-Dollar Abie) je 16. díl 17. řady (celkem 372.) amerického animovaného seriálu Simpsonovi. Scénář napsal Tim Long a díl režíroval Steven Dean Moore. V USA měl premiéru dne 2. dubna 2006 na stanici Fox Broadcasting Company a v Česku byl poprvé vysílán 6. dubna 2008 na stanici ČT2.

## Děj
Jakmile je oznámeno, že komisař profesionálního fotbalu Bud Armstrong chce rozšířit ligu, Homer se postaví do čela kampaně za získání nové franšízy ve Springfieldu. Zpočátku si jeho rodina myslí, že to nedokáže, ale Homerovi se podaří předložit překvapivě silný balíček pro Springfieldské Meltdowns a vznikne také nový park, pojmenovaný Duff Beer Krusty Burger Buzz Cola Costington's Department Store Kwik-E-Mart Stupid Flanders Park. 
Komisař zúží výběr dvou měst na Springfield, nebo Los Angeles, které předloží video proti Springfieldu, jež moderuje Rob Reiner a v němž zpívají imitátoři celebrit píseň, na jejímž konci zpívají „Springfield Blows“. Všichni majitelé se rozhodnou, že Springfield je menší zlo (nevadí, že bohatý Texasan vlastní ve Springfieldu slumy a další majitelka uvede, že nezabila svého manžela a nezabavila mu tým jen proto, aby mohla umístit tým do Los Angeles), a komisař přidělí nový tým Springfieldu. Město dostane „Meltmanii“ a „Downsův syndrom“, rychle postaví Homerův nový park, vymaluje město v týmových barvách (oranžová a fialová) a změní názvy všech ulic na názvy související s fotbalem (např. Two-Point Conversion Avenue, Off-Season Knee Surgery Blvd). 
V den, kdy je Springfield oficiálně oznámen jako nový tým, je komisař Armstrong zmaten všemi novými názvy ulic a ztratí se. Zastaví se pro instrukce v domě Simpsonových a otevře mu děda Simpson, který ho uvítá. Děda však sleduje televizní pořad o tajných lupičích, kteří se chovají stejně jako komisař (ptají se na telefon a koupelnu a občas si vyfotí děti z domu – při napadení se díval na jeden s Bartem a Lízou), a tak se připlíží za Armstronga a golfovou holí ho praští tak, že upadne do bezvědomí. Zbytek rodiny přijde domů zklamaný, že se komisař neukázal, a je šokován, když ho najde svázaného v obývacím pokoji. Komisař vztekle prohlásí, že on ani Liga se do Springfieldu už nikdy nevrátí, a ukončí tak historii Meltdownů dřív, než začala. 
Celé město pak dědečka nenávidí a drahý stadion musí využívat pro farmářské trhy, přičemž se na něj odmítá usmívat i jeho zubní protéza. Děda je v depresi a rozhodne se vyhledat doktora Egoyana, který mu pomůže spáchat sebevraždu pomocí sebevražedné kabinky zvané „diePod“. Doktor řekne Abeovi, aby si to rozmyslel, a Abe se rozhodne, že pokud mu někdo v příštích 24 hodinách zavolá, svůj plán neuskuteční. Telefonát nepřijde a děda se druhý den vrátí na kliniku. Aby to bylo klidnější, jsou před ním promítáni na jeho žádost hippies, které mlátí policie, zatímco hraje hudba z orchestru Glenna Millera. Děda je velmi blízko smrti, ale šéf Wiggum včas ukončí zákrok a řekne doktorovi, že voliči zrušili springfieldský zákon o asistované sebevraždě. 
Děda si myslí, že je mrtvý, a běží městem, přičemž vidí „hamburgerové nebe“ a imitátora Charlieho Chaplina. Brzy zjistí, že není mrtvý, dostane novou chuť do života a rozhodne se žít beze strachu. Mezitím se město rozhodne proměnit nevyužívaný fotbalový stadion v arénu pro býčí zápasy. Navzdory Líziným protestům, protože jsou zápasy v rozporu s jejím vegetariánstvím, se děda rozhodne stát matadorem. Děda svůj první zápas s býkem vyhraje, ale doma mu Líza řekne, že chce, aby přestal ubližovat a zabíjet zvířata. Abe jí odvětí, že mu lidé za jeho úspěch fandí, ale Líza mu poví, že až dosud mu vždycky fandila. Děda si tím není jistý, ale v dalším zápase uvidí býka, kterého se chystá zabít, a rozhodne se ušetřit jeho život. 
Vypustí všechny býky, kteří se okamžitě začnou prohánět ulicemi Springfieldu, způsobí velkou zkázu a všechny zraní. Jeden býk vyjede výtahem do tiskové lóže a napadne hlasatele, jenž je parodií na španělsky mluvícího fotbalového hlasatele Andrese Cantora. Líza je na dědečka pyšná a oba se usmíří na zahradních křesílcích, letíce v oblacích za pomocí balónků. 
V mezititulkové scéně je v retrospektivě ukázáno, že Abe byl přítomen slyšení ve Sněmovním výboru pro neamerickou činnost. Ačkoli tam byl pouze proto, aby si během příprav vyzkoušel mikrofon, jmenuje několik osob jako členy komunistické strany, než je vyveden z místnosti.

## Kulturní odkazy
Název dílu odkazuje na americký film režiséra Clinta Eastwooda z roku 2004 Million Dollar Baby.

## Přijetí
Ve Spojených státech díl během premiéry sledovalo 7,83 milionu diváků.
Patrick D. Gaertner ze serveru Puzzled Pagan napsal: „Fandím tomu, aby se více dílů věnovalo dědečkovi, ale nefandím nedbalým epizodám, jako je tato, ve kterých se postavy chovají k dědečkovi hrozně. Měl děda napadnout tajemného muže a držet ho v zajetí v domě Simpsonových? Ne, ale zřejmě nebyl na obřad pozván a neměl tušení, co dělá. Takže dohnat nebohého starce k asistované sebevraždě je možná trochu extrémní. A dál už jsou věci jen podivnější a podivnější. Protože se mi opravdu líbí myšlenka, že dědeček hledá úctu, a když najde zdroj úcty, střetne se s Lízou. Co mi ale nedává smysl, je fakt, že se toto téma nevine celou epizodou. Místo toho se objeví zničehonic v posledním dějství, kdy nám jen řekne, že Líza má k dědečkovi respekt, ale teď je pryč. Emocionální jádro epizody by fungovalo mnohem lépe, kdyby Líza stála za dědou už v prvním dějství, místo aby se objevila, až když ji potřebovali, aby někoho obvinila. Epizoda tak nakonec působí trochu líně. Má dobré nápady, ale nebyly funkčně skloubeny dohromady.“.
Server Gabbing Geek uvedl, že „díl odpovídá na otázku, jak nejlépe přestat být městským vyvrhelem: stát se toreadorem“.